# Vincenzo Amendola
Vincenzo Amendola (ur. 22 grudnia 1973 w Neapolu) – włoski polityk, deputowany, w latach 2019–2021 minister.

## Życiorys
Uzyskał wykształcenie średnie. Działacz Demokratów Lewicy i następnie Partii Demokratycznej. Został etatowym pracownikiem partyjnym. Odpowiadał za sprawy zagraniczne w socjalistycznej młodzieżówce Sinistra Giovanile, pełnił funkcję wiceprzewodniczącego IUSY. Później wchodził w skład sekretariatów krajowych DS i PD. W latach 2013–2018 sprawował mandat posła do Izby Deputowanych XVII kadencji. W 2016 objął stanowisko podsekretarza stanu w resorcie spraw zagranicznych, które zajmował do 2018.
We wrześniu 2019 został mianowany ministrem do spraw europejskich w nowo powołanym drugim rządzie Giuseppe Contego. Funkcję tę pełnił do lutego 2021. W tym samym miesiącu powołany na podsekretarza stanu przy prezydium rządu, powierzono mu kwestie spraw europejskich. Funkcję tę pełnił do końca urzędowania gabinetu w 2022. W wyniku wyborów w tym samym roku powrócił w skład Izby Deputowanych.